# Endlich Freitag im Ersten

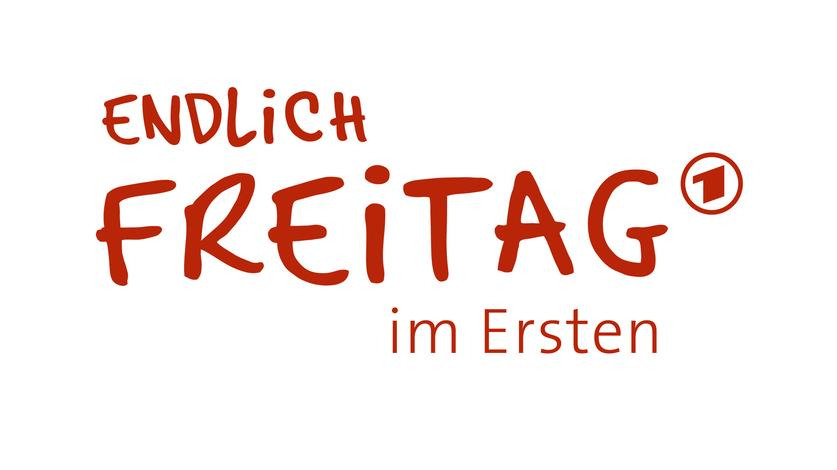
Logo

Endlich Freitag im Ersten ist die Bezeichnung für den Film-Sendeplatz am Freitag um 20:15 des Senders Das Erste. Seit September 2016 werden Fernsehreihen und -filme unter diesem Label ausgestrahlt. Den Start machte die ARD-Degeto-Reihe Die Eifelpraxis.

## Filmreihen
Fernsehfilme, die im Rahmen von Endlich Freitag im Ersten ausgestrahlt wurden, von denen es mehrere Episoden gibt, chronologisch aufgelistet nach der Erstausstrahlung:

### Die Eifelpraxis
Die alleinerziehende Krankenschwester Vera Mundt (Rebecca Immanuel) zieht mit ihren Kindern von Berlin in die Eifel, um in der Praxis von Dr. Chris Wegner (Simon Schwarz) zu arbeiten.
Die erste Episode wurde am 16. September 2016 ausgestrahlt, insgesamt gibt es bisher 15 Episoden.

### Polizeihauptmeister Krause
Das Privatleben von Horst Krause (Horst Krause), Dorfpolizist und nun Rentner, steht im Mittelpunkt. Die Reihe ist ein Ableger von Polizeiruf 110.
Die erste Episode wurde bereits vor Einführung von Endlich Freitag im Ersten im Jahr 2007 ausgestrahlt, die fünfte Episode am 16. Dezember 2016 war dann die erste unter Endlich Freitag im Ersten, insgesamt gab es neun Episoden. Die Reihe wird nicht fortgesetzt.

### Praxis mit Meerblick
Nora Kaminski (Tanja Wedhorn), Ärztin ohne Doktortitel, versucht auf der Insel Rügen ihr Leben neu zu ordnen. Dazu arbeitet sie in der Praxis von Dr. Richard Freese (Stephan Kampwirth), der aber bei einem Motorradunfall in der vierten Episode stirbt.
Die erste Episode wurde am 21. April 2017 ausgestrahlt, insgesamt gibt es bisher 26 Episoden.

### Eltern allein zu Haus
Drei Familien erzählen aus ihrem Blickwinkel, wie es um sie steht, als sie plötzlich ohne Kinder im Haus sind. Es sind dies Schröders (Ann-Kathrin Kramer und Harald Krassnitzer), die Winters (Susanna Simon und Walter Sittler) sowie die Busches (Anna Schudt und Oliver Mommsen).
Die erste Episode wurde am 24. März 2017 ausgestrahlt, insgesamt gab es drei Episoden.

### Das Kindermädchen
Die arbeitslose Henriette Höffner (Saskia Vester) bietet sich als weltweit tätiges Kindermädchen an. Dabei bringt sie ihren Betreuer in der Arbeitsagentur Herr Loibinger (Jürgen Tonkel) zur Verzweiflung, da er ihre Alleingänge im Ausland decken muss.
Die erste Episode wurde am 20. Oktober 2017 ausgestrahlt, insgesamt gibt es bisher vier Episoden.

### Die Inselärztin
Die Ärztin Filipa Wagner (Anja Knauer) lässt ihr Leben in Deutschland hinter sich und beginnt auf Mauritius als Hotelärztin. Doch schon bald wird sie mehr gefordert als ihr lieb ist, denn sie versorgt nicht nur die Hotelgäste, sondern auch kranke Einheimische.
Die erste Episode wurde am 19. Januar 2018 ausgestrahlt, insgesamt gibt es bisher sechs Episoden.

### Zimmer mit Stall
Sophie (Aglaia Szyszkowitz/Elena Uhlig) hängt ihren Job als Stewardess an den Nagel und zieht mit ihrer Tochter aufs Land, wo sie ein altes Bauernhaus kauft. Doch Bartl (Friedrich von Thun), der bisherige Bewohner des Hauses hat ein Nutzungsrecht auf Lebzeiten für den Stall.
Die erste Episode wurde am 16. März 2018 ausgestrahlt, insgesamt gibt es bisher elf Episoden.

### Billy Kuckuck / Eine mit Herz
Gerichtsvollzieherin Billy Kuckuck (Aglaia Szyszkowitz) sollte sich eigentlich an die Vorgaben ihres Amtes halten, was ihr aber aufgrund der Schicksale, die sie antrifft, von Mal zu Mal schwerfällt.
Die erste Episode wurde am 27. April 2018 ausgestrahlt, insgesamt gibt es bisher sechs Episoden. Seit der sechsten Episoden heißt die Reihe Eine mit Herz.

### Daheim in den Bergen
Seit Jahrzehnten sind die Familien Huber und Leitner zerstritten. Eine Versöhnung scheint aussichtslos, bis Marie Huber (Catherine Bode) und Georg Leitner (Thomas Unger) Nachwuchs erwarten.
Die erste Episode wurde am 4. Mai 2018 ausgestrahlt, insgesamt gibt es 12 Episoden. Die Reihe wird nicht fortgesetzt.

### Meine Mutter …
Toni (Diana Amft) und ihre Mutter Heidi (Margarita Broich), die den Landgasthof „Kupferkanne“ in der Eifel betreiben, erhalten fälschlicherweise einen Gourmetstern verliehen, der eigentlich dem Besitzer des gleichnamigen Lokals in Köln Rufus (Stephan Luca) gehören würde.
Die erste Episode wurde am 18. Mai 2018 ausgestrahlt, insgesamt gibt es bisher acht Episoden.

### Weingut Wader
Anne Wader (Henriette Richter-Röhl) sollte das Weingut von ihrem Vater übernehmen, doch als er plötzlich stirbt, ist alles anders, denn er hat das Testament nicht unterschrieben. Nun muss sie das Erbe mit ihrem Bruder Matthias (Max von Pufendorf) und ihrer Mutter Käthe (Leslie Malton) teilen, die kein Interesse am Weiterbestand haben.
Die erste Episode wurde am 2. November 2018 ausgestrahlt, insgesamt gab es vier Episoden. Die Reihe wird nicht fortgesetzt.

### Der Ranger – Paradies Heimat
Nach seiner Rückkehr aus Kanada will Jonas Waldeck (Philipp Danne) als Ranger im Nationalpark in der sächsischen Schweiz arbeiten. Doch auch das Sägewerk seiner Familie, das von seiner Schwägerin Rike (Eva-Maria Grein von Friedl) geführt wird, und seine Mutter Monika (Heike Jonca) bringen ihn immer wieder in Interessenskonflikte. Dann lernt er noch die Biologin Emilia Graf (Liza Tzschirner) kennen und verliebt sich in sie.
Die erste Episode wurde am 23. November 2018 ausgestrahlt, insgesamt gab es acht Episoden. Die Reihe wird nicht fortgesetzt.

### Toni, männlich, Hebamme
Als männliche Hebamme hat es Toni Hasler (Leo Reisinger) nicht einfach. Als er seine Anstellung verliert, will er sich selbstständig machen und steigt in die Praxis der Frauenärztin Dr. Luise Fuchs (Wolke Hegenbarth) ein. Zudem ist er geschieden, hat zwei Kinder und wohnt in einer WG, was alles nicht einfacher macht.
Die erste Episode wurde am 8. Februar 2019 ausgestrahlt, insgesamt gab es zehn Episoden. Die Reihe wird nicht fortgesetzt.

### Die Drei von der Müllabfuhr
Die drei Berliner Müllmänner Werner Träsch (Uwe Ochsenknecht), Ralle Schieber (Jörn Hentschel) und Tarik Büyüktürk (Daniel Rodic; Aram Arami) legen sich immer wieder mit ihrem Chef an und sind auch sonst sehr sozial und hilfsbereit eingestellt, was ihre Arbeit nicht einfacher macht.
Die erste Episode wurde am 29. März 2019 ausgestrahlt, insgesamt gibt es bisher zwölf Episoden.

### Reiterhof Wildenstein
Die Tiertrainerin Rike Wildenstein (Klara Deutschmann) kehrt nach 13 Jahren in den USA nach Hause zurück, weil ihr Vater gestorben ist. Dabei stellt sie fest, dass ihr Bruder Ferdinand (Shenja Lacher) das Familiengestüt heruntergewirtschaftet hat. Und ihre Jugendliebe arbeitet nun bei der Bank, die die Gläubiger vertritt.
Die erste Episode wurde am 10. Mai 2019 ausgestrahlt, insgesamt gab es sechs Episoden. Die Reihe wird nicht fortgesetzt.

### Väter allein zu Haus
Aus vier verschiedenen Gesichtspunkten werden die Geschichten der vier Väter Gerd Frick (Peter Lohmeyer), Mark Lanius (David Rott), Timo Savona (Tim Oliver Schultz) und Andreas (Tobias van Dieken) betrachtet, welche alle auf ihre unterschiedliche Art die Herausforderungen als alleinerziehende Väter annehmen.
Die erste Episode (Väter allein zu Haus: Gerd) wurde am 13. September 2019 ausgestrahlt, insgesamt gibt es vier Episoden. Die letzte Episode wurde am 26. Februar 2021 ausgestrahlt.

### Servus ...
Der türkische Bayer Toni (Adnan Maral) kämpft mit Problemen in der Familie.
Die erste Episode Servus, Schwiegersohn! wurde am 19. Oktober 2019, die zweite Episode Servus, Schwiegermutter! am 29. Oktober 2021 ausgestrahlt. Insgesamt gibt es bisher zwei Episoden.

### Käthe und ich
Käthe ist eine Therapiehündin, die den Psychologen Paul Winter (Christoph Schechinger) und seine Patienten in unterschiedlichen Lebenssituationen unterstützt.
Die erste Episode wurde am 1. November 2019 ausgestrahlt, insgesamt gibt es bisher zehn Episoden.

### Das Leben ist kein Kindergarten
Das manchmal überforderte Ehepaar Freddy (Oliver Wnuk) und Juliana (Meike Droste) versucht krampfhaft Familie und Beruf unter einen Hut zu bringen.
Die erste Episode wurde am 25. September 2020 ausgestrahlt, insgesamt gibt es bisher drei Episoden.

### Anna und ihr Untermieter
Anna (Katerina Jacob) ist Anfang 60 und hat finanzielle Schwierigkeiten. Um ihre Situation zu verbessern sucht sie einen Untermieter für das Kinderzimmer ihrer Tochter und findet ihn im mürrischen Pensionär Werner Kurtz (Ernst Stötzner), der nicht mehr im Dreigenerationenhaus mit seinem Sohn, seiner Schwiegertochter und seinem Enkel wohnen will.
Die erste Episode Aller Anfang ist schwer wurde am 9. Oktober 2020 ausgestrahlt, insgesamt gibt es bisher vier Episoden.

### Die Küstenpiloten
Swantje Hansen (Nadine Boske) betreibt mit ihrem Vater Hauke (Jan-Gregor Kremp) einen kleinen Flugplatz in Büsum. Da taucht ihr Bruder Sönke (Hannes Wegener), der jahrelang in Sibirien war, wieder auf und stellt alles auf den Kopf.
Die erste Episode wurde am 6. November 2020 ausgestrahlt, insgesamt gibt es bisher zwei Episoden.

### Klara Sonntag
Klara Sonntag (Mariele Millowitsch) ist Bewährungshelferin mit ungewohnten Methoden und Bindungsängsten, die vor allem ihr Partner Richter Thomas Aschenbach (Bruno Cathomas) zu spüren bekommt.
Die erste Episode wurde am 23. April 2021 ausgestrahlt, insgesamt gibt es bisher drei Episoden.

### Schule am Meer
Katharina Hendriks (Anja Kling) leitet eine Berufsschule und kämpft mit den alltäglichen Problemen in so einer Funktion. Als aber der Gastdozent Erik Olsen (Oliver Mommsen) auftaucht und für Chaos sorgt, muss sie härter durchgreifen.
Die erste Episode wurde am 20. Mai 2022 ausgestrahlt, insgesamt gibt es bisher zwei Episoden.

### Einspruch, Schatz!
Anwältin Eva Schatz (Christine Urspruch) kämpft mit allen Mitteln für ihre Mandanten. Zufällig lernt sie den attraktiven Hanno Bertram (Wolfram Grandezka) kennen und beginnt eine Affäre mit ihm. In diesem Moment weiß sie noch nicht, dass er in ihrem aktuellen Fall der Anwalt der Gegenseite ist.
Die erste Episode Einspruch, Schatz! – Ein Fall von Liebe wurde am 23. September 2023 ausgestrahlt, insgesamt gibt es bisher fünf Episoden.

### Mord oder Watt?
Der TV-Kommissar „Lux“ (Oliver Mommsen) kann nicht mehr zwischen seiner Rolle und dem realen Leben unterscheiden und mischt sich in Ermittlungen zu einem Mordfall ein, was der örtlichen Polizeichefin (Antonia Bill) gar nicht in den Kram passt.
Die erste Episode wurde am 10. November 2023 ausgestrahlt, insgesamt gibt es bisher zwei Episoden.

### Großstadtförsterin
Jana Doussière (Stefanie Reinsperger) wechselt als Försterin aus den Vogesen in den Grunewald in Berlin und erlebt dabei, was im Wald alles passiert, wenn er in einer Großstadt liegt.
Die erste Episode wurde am 1. März 2024 ausgestrahlt. Im November 2024 wurde bekannt, dass die ARD die Reihe nach nur einer Episode einstellt.

### Feuerwehrfrauen
Zwei Frauen, die nicht gegensätzlicher sein könnten, sind in Führungspositionen bei einer Freiwillige Feuerwehr in einem Ort im hohen Norden. Anja (Nadja Becker), Bankangestellte und Mutter hat Mühe Entscheidungen zu treffen, Meike (Katja Danowski), Landwirtin und ehemalige Soldatin ist eher die Draufgängerin. So sind Konflikte vorprogrammiert, der Teamgeist leidet.
Die erste Episode wurde am 13. September 2024 ausgestrahlt, insgesamt gibt es bisher zwei Episoden.

### Für immer Sommer
Sophie Maibach (Anke Retzlaff) wechselt innerhalb eines Austauschprogramms von der Polizei in Nordrhein-Westfalen auf die Ferieninsel Teneriffa zur Policia National. Ihre Aufgabe ist es, die Polizeiarbeit mit deutschsprachigen Bewohnern und Gästen zu unterstützen.
Die erste Episode wurde am 22. November 2024 ausgestrahlt, insgesamt gibt es bisher zwei Episoden.

## Fernsehfilme
Diese (unvollständige) Auflistung beinhaltet weitere Fernsehfilme, die im Rahmen von Endlich Freitag im Ersten ausgestrahlt wurden.
- 2017: Ich will (k)ein Kind von Dir
- 2017: Verliebt in Amsterdam
- 2017: Zaun an Zaun
- 2017: Vadder, Kutter, Sohn
- 2018: Liebe auf Persisch
- 2018: Der Wunschzettel
- 2019: Camping mit Herz
- 2019: Verliebt auf Island
- 2019: Fischer sucht Frau
- 2019: Gloria, die schönste Kuh meiner Schwester
- 2019: Bingo im Kopf
- 2019: Auf einmal war es Liebe
- 2020: Viele Kühe und ein schwarzes Schaf
- 2020: Zum Glück gibt’s Schreiner
- 2020: Werkstatthelden mit Herz
- 2020: Hochzeitsstrudel und Zwetschgenglück
- 2020: Ziemlich russische Freunde
- 2020: Pohlmann und die Zeit der Wünsche
- 2020: Der Alte und die Nervensäge
- 2021: Sportabzeichen für Anfänger
- 2021: Liebe ist unberechenbar
- 2021: Familie ist ein Fest – Taufalarm
- 2021: Wenn das fünfte Lichtlein brennt
- 2021: In aller Freundschaft – Die jungen Ärzte: Adventskind
- 2021: Sprachlos in Irland
- 2022: Karla, Rosalie und das Loch in der Wand
- 2022: Eine Liebe später
- 2022: Schon tausendmal berührt
- 2022: Die Kanzlei – Reif für die Insel
- 2022: Freundschaft auf den zweiten Blick
- 2022: Neben der Spur ist auch ein Weg
- 2022: Ein Wahnsinnstag
- 2022: Mutter, Kutter, Kind
- 2022: Meine Tochter, Kreta und ich
- 2022: McLenBurger – 100% Heimat
- 2022: Zurück aufs Eis
- 2023: Klima retten für Anfänger
- 2023: 2 unter Millionen
- 2023: Sterben ist auch keine Lösung
- 2023: Da hilft nur beten!
- 2023: Und dann steht einer auf und öffnet das Fenster
- 2023: Mein Vater, der Esel und ich
- 2023: Landfrauen – Wir können auch anders!
- 2023: Sayonara Loreley
- 2023: Einfach Nina
- 2023: Geheimkommando Familie
- 2023: Ostsee für Sturköppe
- 2023: Winterwalzer
- 2023: Abenteuer Weihnachten – Familie kann nie groß genug sein
- 2023: Wenn Papa auf der Matte steht
- 2024: Ich will mein Glück zurück
- 2024: Vorübergehend glücklich – Vredenhorst
- 2024: Vorübergehend glücklich – Opimaral
- 2024: Zwei Erben sind einer zu viel
- 2024: Kanzlei Liebling Kreuzberg
- 2024: Servus, Euer Ehren – Endlich Richterin
- 2024: Ein Zimmer für Papa
- 2024: Micha denkt groß
- 2024: Alle Jahre wieder
- 2024: Die schönste Bescherung
- 2025: Die Beste zum Schluss
- 2025: Trapps Sommer
- 2025: Auf der Walz – Drei Jahre und ein Tag

## Rezeption
„Das neue Label soll den ‚Freitagsfilm’ weiter bei den Zuschauerinnen und Zuschauern positionieren und ihnen ganz klar signalisieren, was sie auf diesem Sendeplatz erwartet. ‚Endlich Freitag im Ersten’ steht für die Freude, die man mit diesem Tag verbindet. Der Freitag markiert für die meisten Zuschauerinnen und Zuschauern den Beginn des Wochenendes, und dieses gute Gefühl möchten wir mit unseren Filmen wecken. Jeder Freitagsfilm soll das Fernsehpublikum im besten Sinne unterhalten und gut gelaunt ins Wochenende begleiten.“